# سرویس اطلاعات خارجی جمهوری آذربایجان
سرویس اطلاعات خارجی جمهوری آذربایجان (ترکی آذربایجانی: Azərbaycan Respublikasının Xarici Kəşfiyyat Xidməti) نهاد دولتی وابسته به قوه مجریه در جمهوری آذربایجان است. مسئولیت این ارگان را اورخان سلطان‌اف به عهده دارد. این سرویس اطلاعاتی بنابه فرمان الهام علی‌اف، رئیس‌جمهور آذربایجان در ۱۴ دسامبر سال ۲۰۱۵، بر مبنای وزارت امنیت ملی این کشور تأسیس شد.

## اطلاعات کلی
سرویس اطلاعات خارجی مسئول تأمین امنیت کشور از طریق انجام عملیات‌هایی در قلمرو، سرویس‌های اطلاعاتی یا محافل سیاسی کشورهای اجنبی است. هدف اصلی از این عملیات‌ها این است که، از تهدیدهای ممکن علیه دولت در خارج از مرزهای کشور، یعنی در جاهایی که آنها برنامه‌ریزی شده‌است، جلوگیری شود.